# Go-Nara
L'empereur Go-Nara (後奈良天皇, Go-Nara Tennō, 16 janvier 1497 - 27 septembre 1557) est le 105e empereur du Japon, selon l'ordre traditionnel de succession, et règne du 9 juin 1526 à sa mort. Son nom personnel est Tomohito  (知仁).

## Généalogie
Il est le second fils de Go-Kashiwabara. Sa mère est Fujiwara Fujiko (藤原 藤子)

### Épouses et descendance
- Dame de cour ? : Madenokōji (Fujiwara) ?? (万里小路（藤原）栄子?)
  - Première fille : ?
  - Premier fils : Prince Impérial Michihito (方仁親王?) (Ōgimachi)
  - Seconde fille : Princesse Eiju ?? (永寿女王?)
- Dame de cour : Takakura (Fujiwara) ?? (高倉（藤原）量子?)
  - Cinquième fille : Princesse Fukukō ?? (普光女王?)
- Dame de cour : Hirohashi (Fujiwara) Kuniko ?? (広橋(藤原)国子?)
  - Septième fille : Princesse Kiyohide (聖秀女王?)
- Consort: fille des Mibu (Fujiwara) Harutomi (壬生（藤原）晴富?)
  - Second fils : ?? (覚恕?)
  - Troisième fils : ??

## Biographie
Le 9 juin 1526, il devient empereur à la mort de son père Go-Kashiwabara. Cependant, la cour impériale est si appauvrie, qu'un appel à contribution est lancé à travers tout le pays. Des dons venant des clans Hōjō, Ōuchi, Imagawa, et d'autres grandes maisons de daimyō de l'époque Sengoku lui permettent de faire la cérémonie formelle de couronnement dix ans après, le 26e jour du second mois de 1536.
La cour est alors si pauvre que l'empereur doit vendre sa calligraphie.

## Èresde son règne
- Ère Daiei (1521-1528)
- Ère Kyōroku (1528-1532)
- Ère Tembun (1532-1555)
- Ère Kōji (1555-1558)